# Линкольнширские святые
Линкольнширские святые — святые числом более 100, почитаемые в Линкольншире. День памяти — 14 декабря.
В этот день поминают святых Линкольнширских, среди которых
- св. Константин, посаженный на царство в Йорке, и св. Елена,
- св. Освальд (Oswald, 642),
- св. Острита (Ostrythe),
- св. Элред Ривоский (Ailred), или Этельред (Ethelred, 716),
- св. Вербурга, игумения (Werburgh, ок. 785),
- св. Чед Мерсийский (Chad, 672),
- св. Ботольф Икенский (Botwulf of Thorney, 680),
- св. Адульф[англ.] (Adulph, 680),
- св. Симон Зилот,
- св. Гутлак (673—714),
- св. Пега (Pega), или Пи (Pea, 719),
- св. Бертрам (Bertram, VIII),
- св. Кисса Кройландский (Cissa, VIII),
- св. Этельдрита[англ.] (Etheldritha), или Альфреда (Alfreda, 835)
- свв. Феодор, игумен, Аскега, приор (Askega), Светин, субприор (Swethin), Эльфгет, диакон (Elfgete), Сабин, иподиакон (Sabinus), Гримкелль (Grimkell) и Агамунд (Agamund), старцы (Centenarians), Герберт (Herbert), регент, Эгред (Egred) и Ульрик (Ulric), служители, а также св. Эгельред (Egelred) с семьюдесятью товарищами (870),
- св. Туркетиль (Thurketyl, 887—975),
- св. Хибальд (Hibald, 690),
- св. Павлин (Paulinus, 644),
- св. Эрефрид (Herefrid, 747),
- св. Этельгард (Aethelheard),
- св. Элвин Линдсейский (Elwin), или Элдвин (Eldwin, V),
- св. Этельвин (Æthelwynn),
- свв. Эдильхун (Edilhun) и Эгберт (Egbert),
- св. Эрконвальд (Erkenwald, 693).

## Тропарь всем святым, в земле Линкольнширской просиявших, глас 8
As the bountiful harvest of your sowing of salvation,
the county of Lincolnshire offers to you, Lord,
all the saints who have shone in these lands.
By their prayers, keep the church and our land in abiding peace
through the Theotokos, O most merciful one.